# 코리안 심포니 오케스트라
국립 심포니 오케스트라(Korean Symphony Orchestra)는 대한민국의 문화체육관광부 산하 국립연주단체이다. 1985년 3월 30일에 세종문화회관에서 첫 연주회를 열면서 창단되었으며, 초대 지휘자는 홍연택이었다. 사무실은 서울특별시 서초구 서초동 700 예술의 전당에 있다. 현재 국립심포니오케스트라 (Korean National Symphony Orcestra)로 명칭이 변경 됨.

## 주요 연혁
1987년에 국립극장 상주 악단이 되었고, 지금도 국립오페라단과 국립발레단, 국립합창단의 공연을 합동으로 진행하고 있다. 1989년에 정부로부터 사단법인체 승인을 받았고, 그 해와 이듬해 잠실실내체육관에서 5000여 명의 합창단과 공연한 '대합창연주회'가 화제가 되기도 했다.
정기연주회와 오페라/발레/합창 등의 반주 외에 지방공연, 청소년 음악회, 해외 공연 등 다양한 활동을 하고 있으며, 한국 가곡집 등 수십 종의 음반을 출반하기도 했다. 2001년 3월에는 대한민국 문화체육관광부 소관의 재단법인으로 바뀌었고, 예술의 전당 상주 악단이 되었다.
2007년 12월부터는 이사장 신현택, 음악감독 겸 상임지휘자 박은성 체제로 운영되었으며, 예술의 전당 기획 공연인 11시 콘서트 등의 새로운 기획으로 화제가 되었다.
2010년 3월 오케스트라 창단 25주년 기념연주회가 있었고 이사장 김희근, 음악감독 겸 상임지휘자 최희준 체제로 운영되었다.
2014년 1월 최희준 감독의 임기가 만료되었고, 임헌정 前 부천 필하모닉 오케스트라 상임지휘자가 부임하였다.
2017년 임헌정 감독의 임기가 만료되었고 정치용 상임지휘자가 부임하였다. 2019년 데카에서 브람스 교향곡 1번과 최성환의 아리랑 판타지 음반을 제작하였다
1985년에 창단된 국립 심포니 오케스트라(Korean Symphony Orchestra)는 고전과 현대를 아우르는 폭넓은 레퍼토리를 자랑하며 국내 교향악 역사의 한 축을 담당하고 있다. 특히 1987년부터 국립오페라단, 국립발레단, 국립합창단, 국립현대무용단과의 활발한 협업으로 오페라·발레까지 다채로운 장르를 아우르며 독자적인 음악세계를 구축했다. 또한 말러, 바그너를 비롯해 브루크너 ‘교향곡 전곡 연주’, 스크랴빈과 본 윌리엄스 등을 연주하며 음악적 내실을 다져오고 있다.

## 주요 활동
연 100여 회 이상의 연주로 국민의 문화향수권 확장을 위해 노력하고 있는 국립 심포니는 영화부터 게임, 온라인 공연에 이르기까지 예술의 경계를 넘나들며 클래식 저변을 확장해 나가고 있다. 또한 뉴미디어 시대에 맞춰 국내 오케스트라 중 첫 ‘온라인동영상서비스(OTT)’ 진출과 4K 영상과 3차원 다면 입체 음향 녹음을 기반으로 한 고품질 아카이빙을 통해 새로운 감상 문화를 선도하고 있다.
오케스트라의 핵심인 ‘연주자-작곡-지휘’ 세 분야의 미래 육성에도 앞장서고 있다. 전문 오케스트라 연주자를 교육하는 ‘국립심포니인터내셔널오케스트라아카데미’, 작곡가 육성을 위한 ‘작곡가 아틀리에’, 전 세계를 무대로 차세대 지휘자를 발굴하는 ‘KSO국제지휘콩쿠르’ 등 다음 세대의 성장을 응원하는 다양한 프로젝트로 클래식의 지속가능한 미래를 꿈꾼다.
이 밖에도 2017년 세계적인 클래식 음반 레이블인 데카를 통해 ‘브루크너 교향곡 전곡’을 발매, 그 해 미국 브루크너 협회로부터 ‘올해의 음반상’을 수상하며 한국 클래식의 위상을 높였으며, 세대를 연결하는 동요음반 ‘고향의 봄’은 레이블 데카로 2021년 2월에 발매되었다. 또한 2015년 오스트리아와 슬로바키아, 2016년 프랑스, 2017년 헝가리 등 다수의 해외 초청 연주를 비롯해 2018년 한-태국 수교 60주년, 2019년 한-덴마크 수교 60주년, 한-베트남 수교 26주년 등 한국을 대표하는 외교사절단 역할을 다하고 있다.
국립 심포니는 국내 1세대 지휘자 홍연택 음악감독으로부터 ‘유연과 참신’이란 정신아래 2대 김민, 3대 박은성, 4대 최희준, 5대 임헌정, 6대 정치용, 7대 다비드 라일란트에 이르기까지 한국 교향악의 외연 확장을 위해 노력하고 있다.

## 역대 지휘자
- 제 1대 홍연택 (1985.3)
- 제 2대 김  민 (2005.1)
- 제 3대 박은성 (2007.12)
- 제 4대 최희준 (2011.1)
- 제 5대 임헌정 (2014.1)
- 제 6대 정치용 (2018.1)
- 제 7대 다비드 라일란트 (2022.1)
- 제 8대 로베르토 아바도 (2026.1, 예정)